# X Games Oslo 2016
X Games Oslo 2016 blev afholdt fra 24. februar til 28. februar 2016. Det var første gang X Games blev afholdt i Norge, og første gang sommerkonkurrencer og vinterkonkurrencer kombineres ved samme X Games-event.
Der blev konkurreret i fem kategorier (Ski Superpipe, Ski Big Air, Snowboard Superpipe, Snowboard Big Air og Skateboard Street) hos både mænd og kvinder.
Over 20.000 tilskuere var tilstede på Tøyen i Oslo, hvor Big Air-konkurrencerne blev afholdt.

## Program
| Dato        | Kl.   | Disciplin                       |
| ----------- | ----- | ------------------------------- |
| 24. februar | 20:00 | Skateboard Street, kval 1 (m)   |
| 25. februar | 15:00 | Snowboard Superpipe, kval (m)   |
| 25. februar | 17:30 | Skateboard Street, kval 2 (m)   |
| 25. februar | 19:00 | Skateboard Street, finale (k)   |
| 25. februar | 20:00 | Skateboard Street, finale (m)   |
| 26. februar | 12:30 | Snowboard Big Air, kval (m)     |
| 26. februar | 14:30 | Ski Big Air, kval (m)           |
| 26. februar | 16:30 | Snowboard Superpipe, finale (k) |
| 26. februar | 18:30 | Snowboard Superpipe, finale (m) |
| 27. februar | 16:00 | Ski Big Air, finale (k)         |
| 27. februar | 16:00 | Snowboard Big Air, finale (k)   |
| 27. februar | 18:00 | Ski Big Air, finale (m)         |
| 27. februar | 18:00 | Snowboard Big Air, finale (m)   |
| 28. februar | 14:00 | Ski Superpipe, kval (m)         |
| 28. februar | 16:30 | Ski Superpipe, finale (k)       |
| 28. februar | 18:30 | Ski Superpipe, finale (m)       |

Alle tider er i CET.

## Medaljeoversigt

### Ski

#### Mænd
| Disciplin | Guld                | Guld  | Sølv          | Sølv  | Bronze        | Bronze |
| --------- | ------------------- | ----- | ------------- | ----- | ------------- | ------ |
| Big Air   | Henrik Harlaut      | 97,00 | Fabian Boesch | 95,00 | Gus Kenworthy | 91,66  |
| SuperPipe | Torin Yater-Wallace | 95,00 | Alex Ferreira | 93,33 | Gus Kenworthy | 90,33  |

#### Kvinder
| Disciplin | Guld          | Guld  | Sølv          | Sølv  | Bronze         | Bronze |
| --------- | ------------- | ----- | ------------- | ----- | -------------- | ------ |
| Big Air   | Tiril Sjåstad | 94,00 | Johanne Killi | 90,33 | Emma Dahlström | 88,00  |
| SuperPipe | Cassie Sharpe | 88,33 | Maddie Bowman | 85,33 | Ayana Onozuka  | 83,66  |

### Snowboard

#### Mænd
| Disciplin | Guld         | Guld  | Sølv                | Sølv  | Bronze       | Bronze |
| --------- | ------------ | ----- | ------------------- | ----- | ------------ | ------ |
| Big Air   | Yuki Kadono  | 90,66 | Max Parrot          | 90,33 | Billy Morgan | 79,33  |
| SuperPipe | Ayumu Hirano | 94,66 | Iouri Podladtchikov | 88,00 | Chase Josey  | 85,66  |

#### Kvinder
| Disciplin | Guld        | Guld  | Sølv          | Sølv  | Bronze           | Bronze |
| --------- | ----------- | ----- | ------------- | ----- | ---------------- | ------ |
| Big Air   | Cheryl Maas | 91,33 | Christy Prior | 84,00 | Kjersti Ø. Buaas | 81,00  |
| SuperPipe | Chloe Kim   | 98,00 | Kelly Clark   | 82,33 | Arielle Gold     | 82,00  |

### Skateboard

#### Mænd
| Disciplin         | Guld         | Guld  | Sølv          | Sølv  | Bronze        | Bronze |
| ----------------- | ------------ | ----- | ------------- | ----- | ------------- | ------ |
| Skateboard Street | Nyjah Huston | 93,00 | Shane O'neill | 92,00 | Luan Oliveira | 91,33  |

#### Kvinder
| Disciplin         | Guld        | Guld  | Sølv        | Sølv  | Bronze         | Bronze |
| ----------------- | ----------- | ----- | ----------- | ----- | -------------- | ------ |
| Skateboard Street | Pamela Rosa | 80,33 | Lacey Baker | 79,66 | Vanessa Torres | 79,66  |